# 17044 Мубдірахман
17044 Мубдірахман (17044 Mubdirahman) — астероїд головного поясу, відкритий 19 березня 1999 року.
Тіссеранів параметр щодо Юпітера — 3,595.